# Trung Tây Hoa Kỳ

Trung tây Hoa Kỳ được định nghĩa bởi Cục Điều tra Dân số Hoa Kỳ

Trung tây Hoa Kỳ (tiếng Anh: Midwestern United States hay thường được nói tắt là Midwest) là một trong bốn vùng địa lý của Hoa Kỳ, được Cục Điều tra Dân số Hoa Kỳ chính thức công nhận. Thuật từ "Midwest" hay có nghĩa "trung tây" là một thuật từ sai nghĩa vì phần lớn vùng này nằm trong nửa phía đông của Hoa Kỳ..
Vùng này bao gồm 12 tiểu bang nằm ở giữa và phía bên trong đông bắc Hoa Kỳ: Illinois, Indiana, Iowa, Kansas, Michigan, Minnesota, Missouri, Nebraska, Bắc Dakota, Ohio, Nam Dakota, và Wisconsin. Cục Điều tra Dân số Hoa Kỳ ước tính dân số vùng vào năm 2006 là 66.217.736 người. Cả trung tâm địa lý của Hoa Kỳ Lục địa và trung tâm dân số của Hoa Kỳ là ở vùng Trung tây. Cục Điều tra Dân số Hoa Kỳ chia vùng này thành các tiểu bang Trung Đông Bắc (đặc biệt là các tiểu bang Ngũ Đại Hồ) và các tiểu bang Trung Tây Bắc.
Chicago là thành phố lớn nhất trong vùng, theo sau là Detroit và Indianapolis. Chicagoland là vùng đô thị lớn nhất, theo sau là Vùng đô thị Detroit, Minneapolis – Saint Paul, và Đại St. Louis. Sault Ste. Marie, Michigan là thành phố cổ nhất trong vùng, được thành lập bởi những người truyền giáo và thám hiểm Pháp vào năm 1668.
Thuật từ Midwest (Trung Tây) đã được sử dụng phổ thông trên 100 năm. Một thuật từ khác đôi khi được dùng để chỉ cùng vùng tương tự là "the heartland" (vùng đất trung tâm). Những thuật từ khác được dùng để chỉ vùng này nhưng không còn được sử dụng nữa còn gồm có "Northwest" (Tây Bắc) hay "Old Northwest" (Cựu Tây Bắc vì toàn bộ Hoa Kỳ lúc đó chỉ nằm bên duyên hải phía đông ngày nay) và "Mid-America" (Trung-Hoa Kỳ). Từ khi cuốn sách Middletown xuất hiện năm 1929, các nhà xã hội học thường hay dùng các thành phố Trung Tây như "đại diện đặc trưng" cho cả quốc gia. Vùng này có một tỉ lệ cao giữa dân số và công ăn việc làm (phần trăm số người có việc làm, tuổi ít nhất là 16) hơn vùng Đông Bắc, vùng miền Tây, vùng miền Nam, hay các tiểu bang vùng Vành đai Mặt trời.

## Định nghĩa

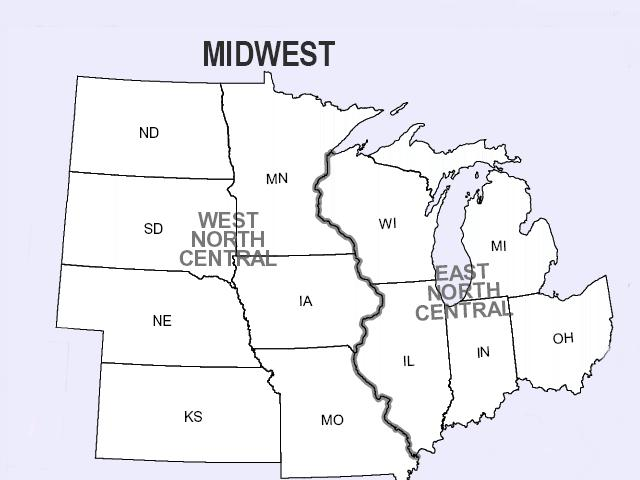
Trung Tây được biểu thị trên bản đồ của Cục điều tra dân số Hoa Kỳ

Các định nghĩa truyền thống về vùng Trung Tây Hoa Kỳ đều bao gồm các tiểu bang "Cựu Tây Bắc" và nhiều tiểu bang thuộc Vùng đất mua Louisiana. Các tiểu bang Cựu Tây Bắc cũng được biết là "các tiểu bang Ngũ Đại Hồ". Nhiều tiểu bang thuộc Vùng đất mua Louisiana cũng còn được biết với cái tên "các tiểu bang Đại Bình nguyên".
Vùng Trung Bắc được Cục điều tra dân số Hoa Kỳ định nghĩa gồm các tiểu bang sau đây:
- Illinois: Cựu Tây Bắc, Sông Ohio và các tiểu bang Ngũ Đại Hồ.
- Indiana: Cựu Tây Bắc, Sông Ohio và các tiểu bang Ngũ Đại Hồ.
- Iowa: Vùng đất mua Louisiana, tiểu bang Đại Bình nguyên.
- Kansas: Vùng đất mua Louisiana, tiểu bang biên giới, tiểu bang Đại Bình nguyên.
- Michigan: Cựu Tây Bắc và tiểu bang Ngũ Đại Hồ.
- Minnesota: Cựu Tây Bắc, Vùng đất mua Louisiana và tiểu bang Ngũ Đại Hồ.
- Missouri: Vùng đất mua Louisiana, tiểu bang biên giới, tiểu bang Đại Bình nguyên.
- Nebraska: Vùng đất mua Louisiana, tiểu bang Đại Bình nguyên.
- Bắc Dakota: Vùng đất mua Louisiana, tiểu bang Đại Bình nguyên.
- Ohio: Cựu Tây Bắc, Sông Ohio và tiểu bang Ngũ Đại Hồ. Cũng là một tiểu bang vùng Đông bắc Appalachia ở đông nam.
- Nam Dakota: Vùng đất mua Louisiana, tiểu bang Đại Bình nguyên.
- Wisconsin: Cựu Tây Bắc và tiểu bang Ngũ Đại Hồ.

## Địa lý hình thể
Mặc dù các tiểu bang này tương đối bằng phẳng, gồm có các bình nguyên hay các đồi nhỏ trùng điệp nhưng vùng này cũng có các đặc điểm địa lý đa dạng. Đặc biệt là phía đông (gần phía chân của các ngọn đồi thuộc Dãy núi Appalachian); Bồn trũng Ngũ Đại Hồ; và Vùng Driftless thuộc đông nam Wisconsin, đông nam Minnesota, và đông bắc Iowa cho thấy một mức độ cao về địa hình đa dạng. Các đồng cỏ bao phủ phần lớn các tiểu bang phía tây Sông Mississippi, trừ bắc Minnesota có rừng Taiga và nam Missouri có Dãy núi Ozark. Illinois nằm trong một khu vực gọi là "bán đảo đồng cỏ" (prairie peninsula). Mưa giảm dần từ đông sang tây nên khiến cho vùng này có nhiều loại đồng cỏ: đồng cỏ cao ở vùng phía đông mưa nhiều, đồng cỏ hỗn tạp trong miền trung Đại Bình nguyên và đồng cỏ thấp nằm ở phía khuất mưa thuộc Rặng Thạch Sơn. Ngày nay, ba loại đồng cỏ này là những khu vực trồng bắp/đậu nành, khu vực trồng lúa mì, và khu vực nuôi gia súc theo thứ tự vừa nói. Mặc dù những khu rừng cây gỗ chắc ở bắc Trung Tây bị khai thác đến tuyệt chủng vào cuối thập niên 1800 nhưng chúng đã được trồng lại. Rừng của Ohio và Michigan vẫn còn phát triển. Phần lớn Trung Tây bây giờ có thể được xếp vào loại những khu vực đô thị hay nông nghiệp chăn nuôi.

### Các thành phố lớn và vùng đô thị của Trung Tây Hoa Kỳ
| Hạng | Thành phố    | Tiểu bang | Dân số (2000) |
| ---- | ------------ | --------- | ------------- |
| 1    | Chicago      | IL        | 2.896.016     |
| 2    | Detroit      | MI        | 951.270       |
| 3    | Indianapolis | IN        | 781.870       |
| 4    | Columbus     | OH        | 711.470       |
| 5    | Milwaukee    | WI        | 596.974       |
| 6    | Cleveland    | OH        | 478.403       |
| 7    | Kansas City  | MO        | 441.545       |
| 8    | Omaha        | NE        | 390.007       |
| 9    | Minneapolis  | MN        | 382.618       |
| 10   | St. Louis    | MO        | 348.149       |

| Hạng | Đô thị                | Tiểu bang | Dân số (2000) |
| ---- | --------------------- | --------- | ------------- |
| 1    | Chicago               | IL-IN     | 8,307,904     |
| 2    | Detroit               | MI        | 3.903.377     |
| 3    | Minneapolis- St. Paul | MN        | 2.388.593     |
| 4    | St. Louis             | MO-IL     | 2.077.662     |
| 5    | Cleveland             | OH        | 1.786.647     |
| 6    | Cincinnati            | OH-KY-IN  | 1.503.262     |
| 7    | Kansas City           | MO-KS     | 1.361.744     |
| 8    | Milwaukee             | WI        | 1.308.913     |
| 9    | Indianapolis          | IN        | 1.287.919     |
| 10   | Columbus              | OH        | 1.133.193     |

| Hạng | Vùng đô thị           | Tiểu bang | Dân số (2000 census) |
| ---- | --------------------- | --------- | -------------------- |
| 1    | Chicago               | IL-IN-WI  | 9.098.316            |
| 2    | Detroit               | MI        | 5.357.538            |
| 3    | Minneapolis- St. Paul | MN-WI     | 2.968.806            |
| 4    | St. Louis             | MO-IL     | 2.698.687            |
| 5    | Cleveland             | OH        | 2.148.143            |
| 6    | Cincinnati            | OH-KY-IN  | 2.009.632            |
| 7    | Kansas City           | MO-KS     | 1.836.038            |
| 8    | Columbus              | OH        | 1.612.694            |
| 9    | Indianapolis          | IN        | 1.525.104            |
| 10   | Milwaukee             | WI        | 1.500.741            |